# Buci Moreira
Bucy Moreira (Rio de Janeiro, 1 de agosto de 1909 - Rio de Janeiro, 28 de fevereiro de 1982) foi um compositor e instrumentista brasileiro. Era neto de Tia Ciata, tendo vivido com ela até os seus 15 anos, quando ela veio a falecer, em 1924. Seus instrumentos de percussão principais eram o pandeiro e o tamborim, no qual se notabilizou. 
Teve diversas músicas gravadas por importantes intérpretes. Sua música Não é Assim que se Procede, com outros co-autores, foi gravada por Francisco Alves e, 1945, em disco 78 RPM Odeon 12.550-a.
Foi um grande defensor dos direitos autorais dos compositores.

## Legado
Sua filha, Gracy Mary Moreira, moradora do bairro Centenário, em Duque de Caxias, Baixada Fluminense, é a continuadora da obra do pai e da bisavó Tia Ciata, tendo criado em 2015 o Espaço Cultural Casa da Tia Ciata, no Centro, assim como o Batuke de Ciata em 2009. Gracy ainda é presidente da Organização Remanescentes de Tia Ciata, que existe há dez anos. Assim como a bisavó, ela organiza rodas de samba e diversos eventos culturais.